# Xylocopa macrops
Xylocopa macrops är en biart som beskrevs av Amédée Louis Michel Lepeletier 1841. Xylocopa macrops ingår i släktet snickarbin, och familjen långtungebin. Inga underarter finns listade i Catalogue of Life.